# 愛沙尼亞—韓國關係
愛沙尼亞－韓國關係亦称韓國－愛沙尼亞關係（韓語：대한민국-에스토니아 관계，是指愛沙尼亞與大韓民國兩國的雙邊關係。兩國關係友好。愛沙尼亞外交部長烏爾馬斯·佩特在會見韓國總理鄭雲燦時亦稱韓國是包括愛沙尼亞在內的歐盟諸國「重要的戰略夥伴」。兩國均為經濟合作暨發展組織成員國、法文國家及地區國際組織觀察員國。

## 政治交流
愛沙尼亞於1991年8月20日脫離蘇聯獨立，1991年10月17日，韓國政府承認愛沙尼亞並與之建交。愛沙尼亞是歐盟中除法國之外，另一個不承認朝鮮的主權國家地位，只承認大韓民國政府為朝鮮半島的唯一合法政府的國家。愛沙尼亞政府一直呼籲國際社會加強對北韓的制裁。2010年11月23日，延坪島炮擊事件後，愛沙尼亞外交部亦發表聲明，譴責北韓對韓國的攻擊行為，並表達了對韓國的支持。
愛沙尼亞總統克爾斯季·卡柳萊德於2018年1月首次對韓國進行了正式訪問，她表示「愛沙尼亞與韓國有很多東西可以互相學習，兩國可以一起成為全球數字社會的代言人」，同年10月，卡柳萊德再次對韓國進行工作訪問，並獲得首爾市榮譽市民稱號。
2020年9月，愛沙尼亞向韓國派遣首任常駐代辦马尔蒂主持駐韓國大使館開館典禮，马尔蒂亦表示開設駐韓大使館「有利於加強愛、韓兩國的經濟合作，亦有利於愛沙尼亞企業開拓韓國市場」。

### 外交機構
愛沙尼亞於1996年9月在日本東京開設駐日大使館，並兼轄韓國，2020年1月30日，愛沙尼亞外交部宣布將在韓國設立大使館。同年9月，開放駐韓大使館。
韓國對愛沙尼亞相關的事務曾由韓國駐芬蘭大使館兼轄。2023年，韩国政府宣布将在爱沙尼亚开设大使馆。2024年8月，韩国首任常驻大使到达塔林。

## 經貿關係
2019年，愛沙尼亞與韓國貿易總額達1.55億美元，較2018年減少1％，韓國是愛沙尼亞的第28大貿易夥伴。愛沙尼亞主要向韓國出口機械、機械設備及木製品，而韓國主要向愛沙尼亞出口汽車、轮胎等產品。截至2019年9月，約有110家韓國企業在愛沙尼亞擁有投資項目。

## 旅行及簽證

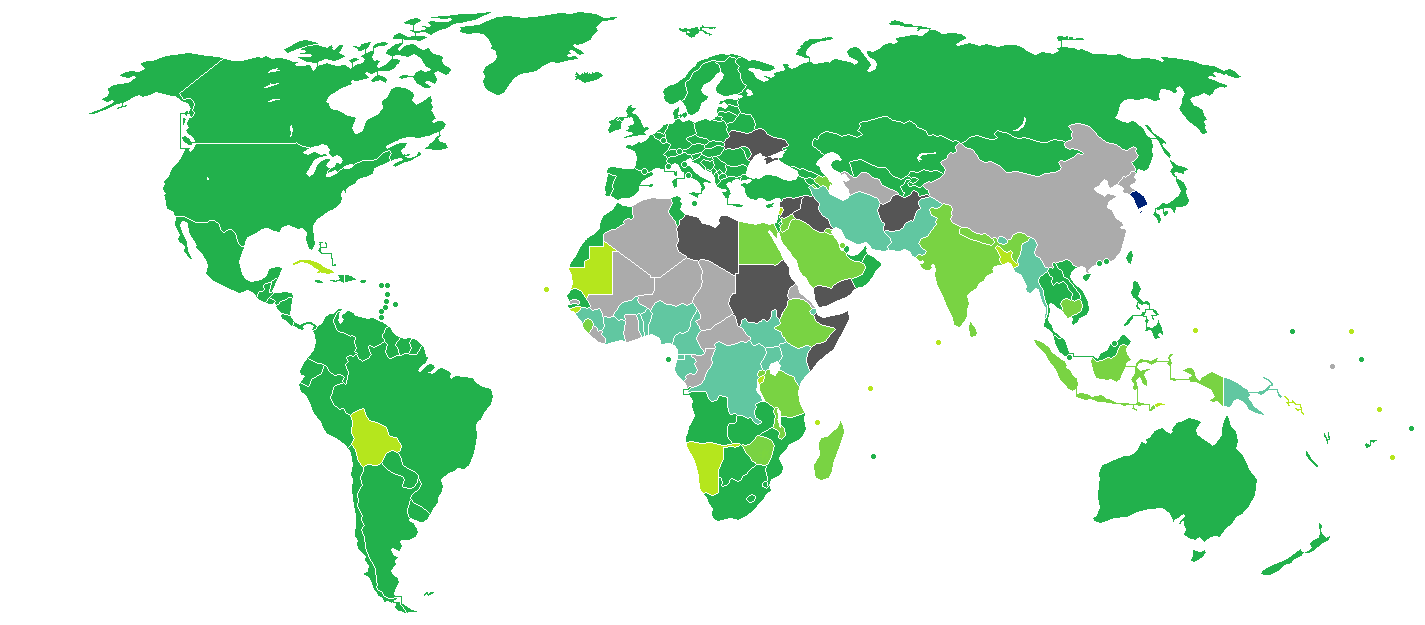
持韓國護照的韓國公民簽證要求分布圖：入境愛沙尼亞可以「申根區免簽證」。

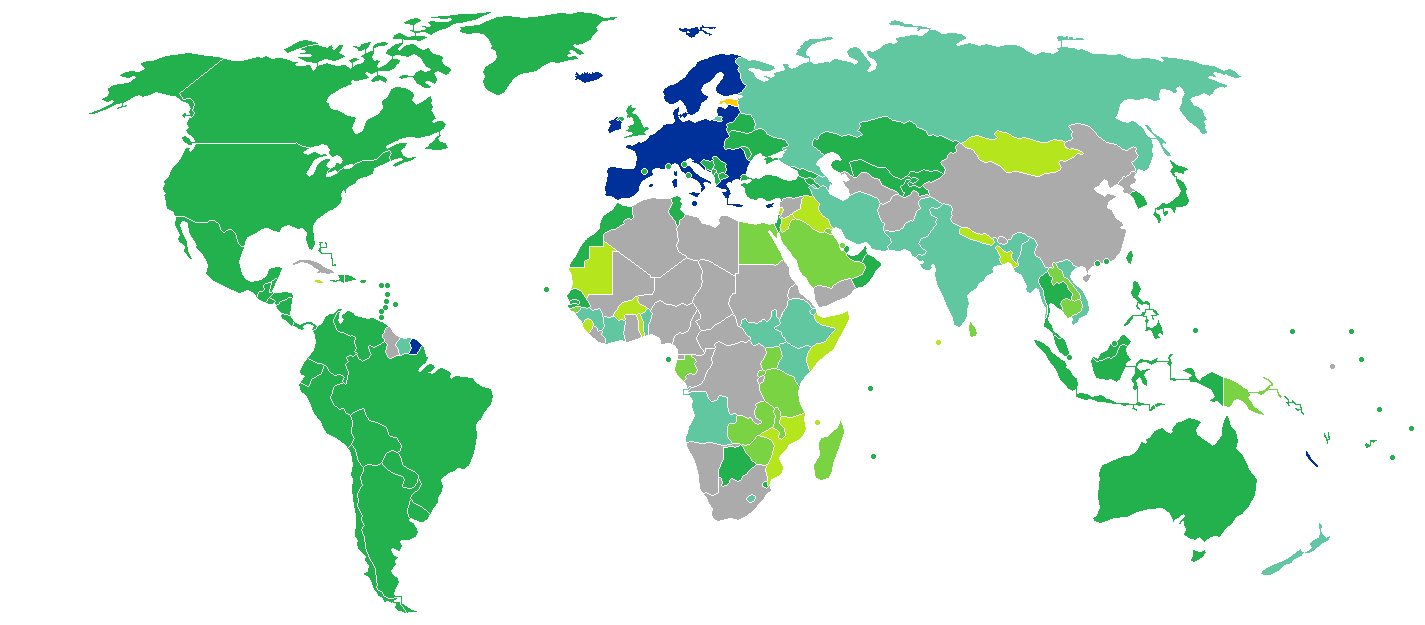
持歐盟的愛沙尼亞護照之愛沙尼亞公民簽證要求分布圖：入境韓国可以免簽證。

歐洲申根區給予持有韓国護照之韓國公民可以申根區免簽證入境，停留日數與申根區合併計算，每6個月期間內總計可停留90天。
愛沙尼亞公民持有歐盟護照者也可以免簽證的方式入境韓国，停留最多90天。愛沙尼亞外國人護照持有人則必须申请簽證方可入境韩国。

## 参見
- 愛沙尼亞駐韓大使列表